# Demonax bakeri
Demonax bakeri là một loài bọ cánh cứng trong họ Cerambycidae.